# Sainte-Soline
Sainte-Soline is een gemeente in het Franse departement Deux-Sèvres (regio Nouvelle-Aquitaine) en telt 398 inwoners (2005). De plaats maakt deel uit van het arrondissement Niort.

## Geografie
De oppervlakte van Sainte-Soline bedraagt 25,1 km², de bevolkingsdichtheid is 15,9 inwoners per km².
De onderstaande kaart toont de ligging van Sainte-Soline met de belangrijkste infrastructuur en aangrenzende gemeenten.

## Demografie
Onderstaande figuur toont het verloop van het inwonertal (bron: INSEE-tellingen).